# 阿伊纳乡
阿伊纳乡是中华人民共和国甘肃省酒泉市阿克塞哈萨克族自治县下辖的一个乡。

## 行政区划
阿伊纳乡下辖以下村级行政区划单位：
苏干湖村、阿克塔木村和塞什腾村。